# Brent (Alabama)
Brent és una població dels Estats Units a l'estat d'Alabama. Segons el cens del 2000 tenia 4.024 habitants.

## Demografia
Segons el cens del 2000, Brent tenia 4.024 habitants, 1.150 habitatges, i 779 famílies. La densitat de població era de 178,2 habitants/km².
Dels 1.150 habitatges en un 34,7% hi vivien nens de menys de 18 anys, en un 44,2% hi vivien parelles casades, en un 20,3% dones solteres, i en un 32,2% no eren unitats familiars. En el 29,6% dels habitatges hi vivien persones soles l'11,9% de les quals corresponia a persones de 65 anys o més que vivien soles. El nombre mitjà de persones vivint en cada habitatge era de 2,53 i el nombre mitjà de persones que vivien en cada família era de 3,13.
Per edats la població es repartia de la següent manera: un 21,1% tenia menys de 18 anys, un 11,8% entre 18 i 24, un 38,3% entre 25 i 44, un 19,2% de 45 a 60 i un 9,6% 65 anys o més.
L'edat mediana era de 34 anys. Per cada 100 dones hi havia 160,8 homes. Per cada 100 dones de 18 o més anys hi havia 180,1 homes. /n/nLa renda mediana per habitatge era de 21.287 $ i la renda mediana per família de 34.375 $. Els homes tenien una renda mediana de 28.351 $ mentre que les dones 20.602 $. La renda per capita de la població era d'11.044 $. Aproximadament el 27,9% de les famílies i el 41,6% de la població estaven per davall del llindar de pobresa.

## Poblacions properes
El següent diagrama mostra les poblacions més properes.